# Nerodia paucimaculata
Nerodia paucimaculata là một loài rắn trong họ Rắn nước. Loài này được Tinkle & Conant mô tả khoa học đầu tiên năm 1961.